# Naoki Mori (1972)
Naoki Mori (Nagasaki, 5 mei 1972) is een voormalig Japans voetballer.